# Dreckiges Gold
Dreckiges Gold (Originaltitel: The Train Robbers) ist ein US-amerikanischer Western aus dem Jahr 1973 mit John Wayne in der Hauptrolle. Der Film wurde vom 23. März bis Juni 1972 im mexikanischen Bundesstaat Durango gedreht und startete Anfang Februar 1973 im Verleih von Warner Bros. in den US-amerikanischen Kinos. Für die Produktion war die US-amerikanische Firma Batjac Productions verantwortlich. In der Bundesrepublik Deutschland wurde der Film am 15. Februar 1973 durch den Warner-Columbia Filmverleih veröffentlicht.

## Handlung
Die Beute eines Eisenbahnüberfalls lagert in einem abgewrackten Zug in der Wüste. Die Witwe des beim Überfall getöteten Anführers der Räuber, Mrs. Lowe, heuert Lane und fünf seiner Freunde an, um das geraubte Gold sicherzustellen. Sie behauptet, das Gold der Rio Grande Railroad zurückgeben zu wollen, damit ihr Sohn ein gutes Andenken an seinen Vater hat. Die Belohnung von 50.000 Dollar der Eisenbahngesellschaft verspricht sie Lane und seinen Freunden. Die Abenteurer treffen auf die überlebenden Mitglieder der Räuberbande und einen Pinkerton-Detektiv, die ihnen das Gold streitig machen. Als sie die Beute schließlich Mrs. Lowe in Liberty, Texas, ausgehändigt haben, verzichten Lane und seine Freunde großzügig auf ihr Geld, damit der Sohn von Mrs. Lowe eine ordentliche Ausbildung erhalten kann. Als der Zug gerade am Abfahren ist, klärt sie der Detektiv von der Platform des letzten Wagens aus auf, dass die Frau nicht die Witwe des Räubers ist, sondern eine Betrügerin namens Lilli, die auf den Goldschatz aus ist. Sie war als Prostituierte in dem Bordell, in dem Lowe hinterrücks erschossen wurde. Lanes Trupp reitet dem Zug hinterher, um sich das Gold erneut zu holen.

## Synchronisation
| Darsteller         | Rolle             | Synchronsprecher |
| ------------------ | ----------------- | ---------------- |
| John Wayne         | Lane              | Arnold Marquis   |
| Ann-Margret        | Mrs. Lowe         | Heidi Treutler   |
| Rod Taylor         | Grady             | Kurt E. Ludwig   |
| Ben Johnson        | Jesse             | Otto Preuss      |
| Christopher George | Calhoun           | Klaus Kindler    |
| Bobby Vinton       | Ben Young         | Manfred Seipold  |
| Jerry Gatlin       | Sam Turner        | Til Kiwe         |
| Ricardo Montalbán  | The Pinkerton Man | Holger Hagen     |

## Kritik
Die New York Times bemerkte vorhersagbare und unwichtige Wendungen in der Geschichte, dennoch sei der Film von „Einsicht, Kameradschaft und Aussöhnung“ geprägt und durchzogen von einem „guten Gefühl“. Die Besetzung sei großartig; John Wayne behutsam, Ben Johnson und Rod Taylor würden schöne, zurückhaltende Darstellungen abliefern. The Times urteilte, dass Regisseur Burt Kennedy „gewöhnlich sehr viel lustiger und schneidender“ erzähle als in dieser „langatmigen Geschichte“. Auch der Motion Picture Guide vermisste „Substanz“ und „Stil“.
Der film-dienst schrieb von einer „beträchtliche[n] Selbstinszenierung John Waynes“ und dass Dreckiges Gold „nichts anderes als die Glaubensbekundung, dass nur der 'starke Einzelne' zur Führung und zur Bewältigung kritischer Situationen berufen sei.“ Wayne wirke in vielen Großaufnahmen „in träger Verfettung als Parodie seiner selbst“ und bewirke unfreiwillig Abstand und Lächerlichkeit. Ähnlich reagierte die Frankfurter Allgemeine Zeitung, die den Hauptdarsteller als „wandelnde(s) Fossil“ beschrieb und markiges Pathos anstatt „die Sentimentalität und Melancholie des Spätwestern“ ausmachte. Die Süddeutsche Zeitung wies auf die weniger aufdringliche Gestaltung hin: „Nach den reißerischen Eskapaden der letzten Jahre ein deskriptiver, nüchterner Western-Neubeginn“.
Das Lexikon des internationalen Films urteilte, dass der Film ein Western „recht traditioneller Machart“ sei. Es sei „keine eigene Handschrift“ erkennbar. Der Playboy schrieb, der Film stehe „Disneyland näher als Dodge City“, profitiere aber vom Zusammenspiel von Ann-Margret mit den Western-Ikonen Wayne, Taylor, Johnson, Montalban und Vinton. Phil Hardy bezeichnet den Film als „minderwertigen Wayne-Western“, der zwar noch den Nachhall von Kennedys Drehbüchern für Budd Boettichers Western Auf eigene Faust und Einer gibt nicht auf zeige, aber weder den Bedürfnissen der Hauptdarsteller gerecht werde noch die Vitalität von Kennedys Westernkomödien Auch ein Sheriff braucht mal Hilfe und Latigo habe.